# Barry Gibb
Barry Alan Crompton Gibb (Douglas, Isla de Man, 1 de septiembre de 1946), conocido como Barry Gibb, es un cantautor, compositor, músico y productor británico. Saltó a la fama en compañía de sus hermanos menores, los mellizos Robin y Maurice Gibb, con quienes fundó la agrupación los Bee Gees, de la que es el último sobreviviente.
Sus padres, Bárbara y Hugh Gibb, tuvieron primero, el 12 de enero de 1945, a la hermana mayor, Lesley Gibb, la única mujer entre los hermanos. Después, el 1 de septiembre de 1946, nace Barry Alan Crompton Gibb, considerado el "hermano mayor"; el 22 de diciembre de 1949 nacen los mellizos Robin Hugh Gibb y Maurice Ernest Gibb: Maurice nace 38' minutos antes; el 5 de marzo de 1958 nace el hermano menor de todos, Andrew Roy Gibb (Andy Gibb).
Barry Gibb comparte el récord con Lennon y McCartney por grandes períodos consecutivos de Billboard Hot 100. El libro Guinness de los récords [cita requerida] enumera a Barry como el segundo compositor más exitoso de la historia detrás de McCartney. Su carrera se ha extendido durante más de cincuenta años.

## Biografía

### 1946–1955: Primeros años

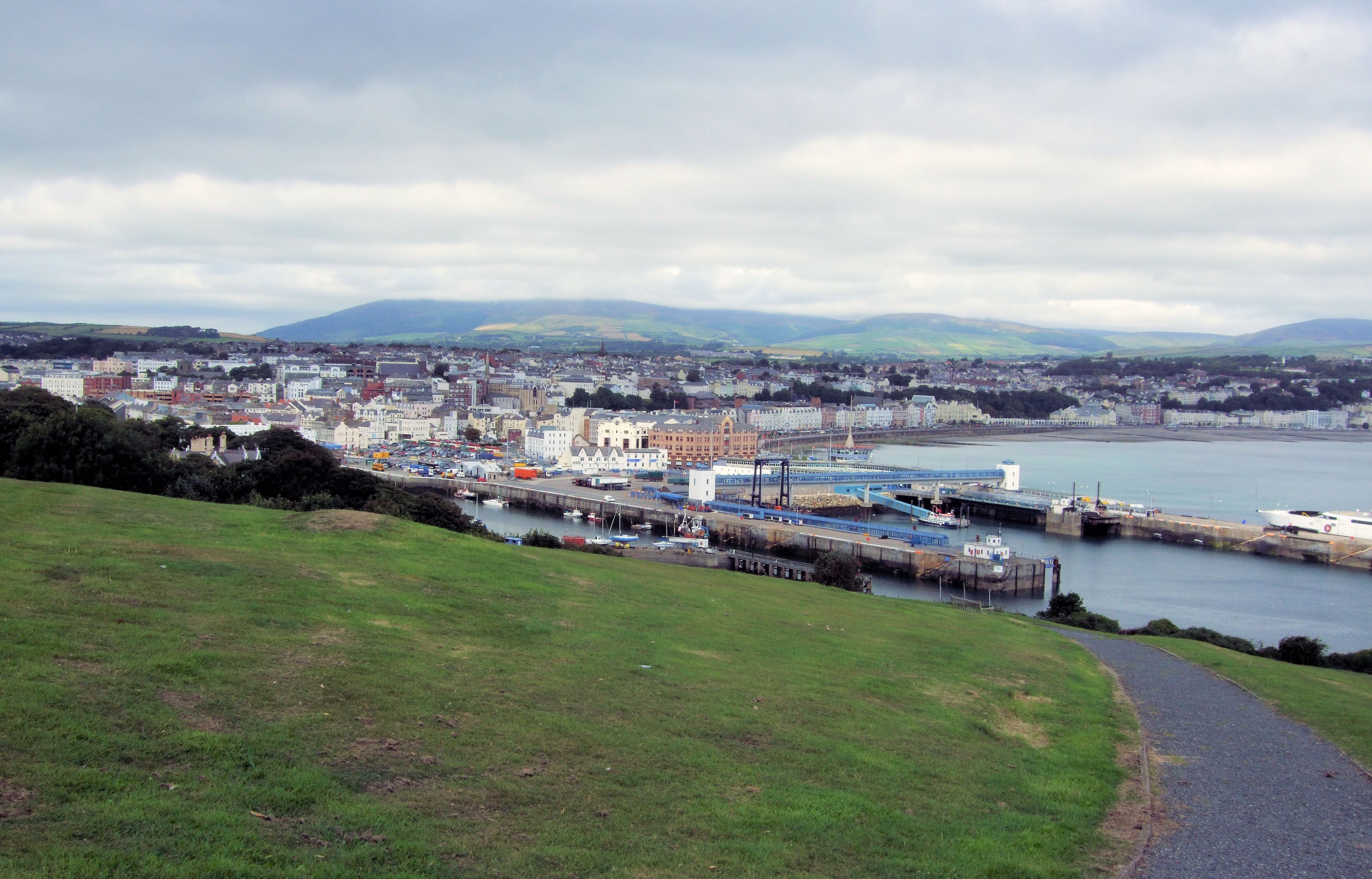
Puerto de Douglas.

En 1944, se casan Barbara Pass y Hugh Gibb, el 12 de enero de 1945, nace la primera hija del matrimonio, Lesley Evans Gibb. El 1 de septiembre de 1946, nace el segundo hijo del matrimonio, Barry Alan Crompton Gibb en el Hospital de Jane Crookall Maternity a las 8:45 a. m. en Douglas, Isla de Man. De  padres ingleses, tiene ascendencia irlandesa y escocesa. El segundo nombre de Barry -Alan- alude al fallecido hermano de su padre, a Alan Gibb. En palabras de Hugh Gibb, el tercer nombre de Barry -Crompton- se dio para honrar a Sir Isaac (un Gibb antepasado), pero en realidad a Steve Austin, el inventor de la Mula de hilar.
Después del nacimiento de Barry, su padre Hugh Gibb trabaja en su música y participando en varios Hoteles de Douglas, mientras su madre, Barbara, permanecía cuidando a Lesley y Barry. Tras un tiempo, los Gibbs se mudan a Chapel House en Strang Road. Cuando Barry tenía solo dos años, sufrió graves quemaduras por escaldación mientras su madre estaba preparando té: lo puso sobre la mesa, Barry subió a la misma - por encima de la tetera -, sufriendo un accidente al derramarse el té por encima provocándole quemaduras, lo que llevó a que estuviera un tiempo hospitalizado. Según palabras de Barry Gibb:

"El avance de la medicina simplemente no se aplicaba a las personas con escaldaduras, por lo que no tenía injertos de piel, no tenía cosas así. Pero este fue un escaldado particularmente malo, y creo que tuve 20 minutos sin consciencia en algún momento. Lo increíble para mí es que, dos años enteros se borraron de mi memoria: el período de estancia en el hospital. La idea de ser quemado está ahí en alguna parte, pero no tengo recuerdo de ello. Tengo las cicatrices pero no tengo impronta"
En 1949, la familia Gibb se muda a 50 St. Catherine's Drive. Ese mismo año nacen los mellizos (tercer y cuarto hijos del matrimonio de Barbara y Hugh Gibb), el 22 de diciembre de 1949, Robin y Maurice Gibb. Tras ello, se van a vivir a Smedley Cottage, Spring Valley, Douglas.
El 4 de septiembre de 1951, Barry (con cinco años) comienza a asistir a la Escuela Braddan. En 1952, la familia Gibb se cambia a 43 Snaefell Road, Willaston, que se convierte en su hogar durante los siguientes dos años. El mismo año, Barry comienza a asistir a la Escuela Infantil de la calle Tynwald. En su séptimo cumpleaños, en 1953, comienza en la Escuela de niños Desmesne Road.  En 1955, la familia Gibb regresa a Mánchester, al poco, Hugh Gibb busca trabajo, mientras que Barbara cuida a Barry, Robin, Maurice y Lesley. Más tarde residen en Keppel Road, Chorlton.

### 1955–2012: De The Rattlesnakes a los Bee Gees

#### Formación, días australianos y carrera como compositor
En 1955, aún residiendo en Mánchester, Keppel Road,  los hermanos Gibb comenzaron a armonizar sus voces, Barry es quien mostró interés en tocar guitarra, para la Navidad de ese mismo año, Barry consiguió una y comenzó aprendiendo de oído. Tras avanzar con la guitarra, y junto a sus hermanos, Robin y Maurice, empezaron a cantar; Barry comenzó a componer su propia música con su primera canción «Turtle Dove», una canción que se olvidó, más tarde, la familia Gibb se muda a Lancashire. Barry formó el primer grupo, 'The Rattlesnakes'  (en español, "Las serpientes de Cascabel"), y se dedicó al género musical skiffle y rock and roll. En Lancashire, los hermanos Gibb conocen a sus nuevos vecinos, Paul Frost y Kenny Horrocks, quienes formarían parte del grupo de los hermanos Gibb, actuando en pequeños lugares de Mánchester. En 1957, el grupo se presentó por primera vez en gran escena, en el Cine Gaumont: al principio, pensaron hacer Playback con un disco 78 rpm,  regalo de Navidad para su hermana Lesley, perohubo un percance con el disco, que se rompió cuando salían del autobús, entrando al Cine Gaumont, lo que hizo que tuvieran que cantar con sus propias voces; interpretaron «Wake Up Little Susie», que fue una gran canción para la armonía de los hermanos Gibb y al público le gustó. En 1958, continuaron como grupo y tuvieron más apariciones. Poco después tuvieron su alias, como "Wee Johnny Hayes And The Blue Cats". Hugh Gibb, a veces llevaba el grupo a lugares de adultos para crear nuevas canciones. En ese mismo año nace el quinto hijo del matrimonio de Barbara y Hugh Gibb, el 5 de marzo de 1958, 'Andrew Roy Gibb' en Mánchester.
En 1958, el grupo se deshace, porque la familia Gibb tenía que emigrar a Australia, despidiéndose de Paul Frost y Kenny Horrocks. En agosto, se ubican en Australia, estableciéndose en Redcliffe, cerca de Brisbane, Queensland. El padre de Barry,  Hugh Gibb, pudo conseguir trabajo sencillo como fotógrafo', lo cual les llevó a realizar varios viajes a zonas rurales del país tomando fotografías familiares. Más tarde, debido a la economía familiar (esposa y a cinco hijos), esto se volvería complicado.

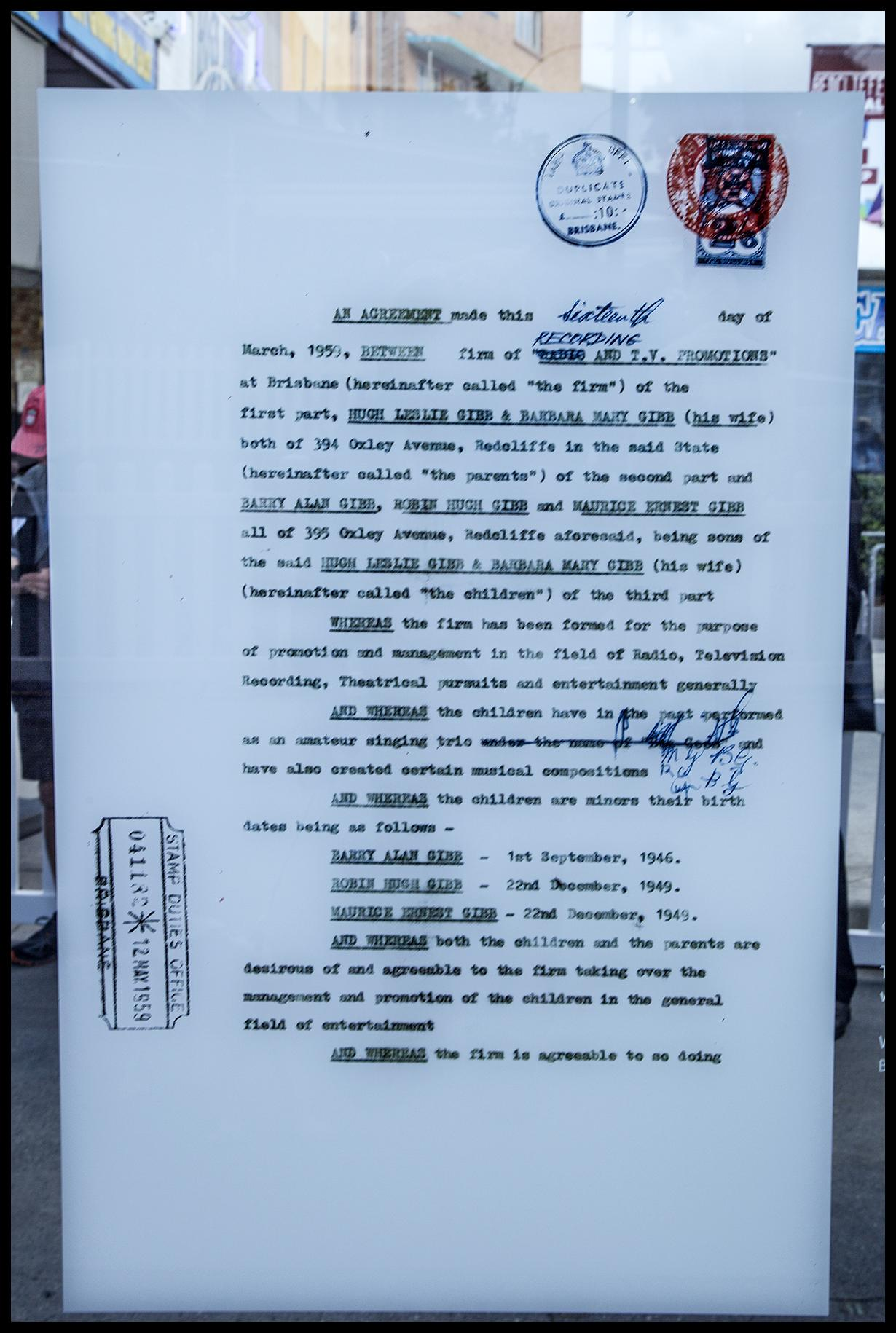
Copia del primer acuerdo para Los "BG" en mayo de 1959.

En 1958, los hermanos Gibb empezaron a cantar en Redcliffe, con el objetivo de ganar dinero para ayudar a su familia en la crisis económica. Los hermanos contaban con un amigo, que era vendedor de bebidas para jóvenes y adultos en las carreras de Speedway, pero se dieron cuenta de que podrían tener un pequeño puesto en las afueras y cantar "bajo el radar" para atraer gente y aumentar sus posibilidades de ganar dinero. Después de su etapa en Speedway, fue tal el "éxito" que llamaron la atención de un 'DJ' de la estación de radio de Brisbane, Bill Gates, a quien le llamó la atención la armonía del los Gibbs, les ofreció una cinta en la que cantaron temas de Barry, como «Let Me Love You» y «(Underneath the) Starlight of Love», que Barry escribió, cuando Bill Gates le pidió más canciones originales para la cinta. En mayo de 1959, los "BG" firmaron su primer contrato (intentaron quedarse con el nombre de "THE BEE GEES" pero fue rechazado). En 1960, se preparó una segunda demo, que Barry considera "muy primeriza". Los intentos del DJ a la hora de promocionar al grupo incluyeron el asunto del nombre. Tomaron "BG", usando iniciales, al estilo de algunos otros grupos de la época. Las letras B G se relacionan directamente con Barry Gibb, con Bill Gates , con el piloto de carreras Bill Goode que dirigió la atención de Bill Gates hacia los hermanos, e incluso con Barbara Gibb.
En 1961, Barry deja de asistir a la escuela a los 15 años, la familia Gibb se muda a 'Surfers Paradise'. Los "BG" estuvieron actuando en varios hoteles y clubes en el área de 'Gold Coast'  entre 1961 y 1962. Hugh quería modelarlos según el grupo de armonía de Mills Brothers, mientras que los chicos intentaban obtener los números actuales de rock and roll y los de grupos de armonía como los Everly Brothers. Su actuación contaba con parodias de comedia y de canciones, así como interpretaciones de temas musicales. Fue en gran medida el espectáculo y no el estilo revolucionario de los actos de rock and roll. En 1962, Barry logró presentar canciones para Col Joye, uno de los mejores artistas de Australia, y su hermano y gerente Kevin Jacobsen. Col posee una demo grabada de la época que incluye «Let Me Love You» y otros tema desconocidos. Impresionado, Jacobsen arregló para que los BG cantaran en un espectáculo de varios artistas en Sídney encabezado por la estrella de 'twist' Chubby Checker en enero de 1963, su aparición más visible hasta la fecha. Jacobsen también los apuntó para el Festival Records y Barry firmó con su compañía.
La familia Gibb se mudó al área de Sídney en enero de 1963, y los "Bee-Gees" (deletreados) registraron su primer disco en el sello discográfico Festival Records pero fueron asignados a Leedon Records. En 1966, cuando Robin y Maurice llegaron, se decidió que B G representaba a los hermanos Gibb.  En mismo año, Barry ganó el premio anual Radio 5KA a la mejor composición del año, «I Was a Lover, A Leader of Men». Los Bee Gees todavía eran una novedad, niños precoces haciendo comedia y canciones. Fue difícil tomarlos en serio como grupo musical. Su nombre era bien conocido pero no vendieron muchos discos. La carrera de compositor de Barry parecía tener más potencial a largo plazo y gradualmente se ganó una sólida reputación.

#### El nacimiento de los Bee Gees
En 1966,  los hermanos comenzaron a escribir sus propias canciones: Barry y Robin tomaron el papel de vocalistas, mientras que Maurice empezó sus estudios de grabación y progresaba su aptitud con varios instrumentos.  En el mismo año, Barry, junto a sus hermanos, terminaron las grabaciones de sus dos álbumes, pero el primero tardó mucho tiempo en terminarse, mientras que el segundo fue descartado y las canciones fueron vendidas a otros artistas. El primer trabajo se llamó 'Spicks and Specks', lanzado en noviembre de 1966, aunque éste sería su primer éxito nacional, la noticia tardó en llegar a los hermanos Gibb, ya que volvieron a Inglaterra.

#### Regreso a Inglaterra, contratos, discusiones y separación

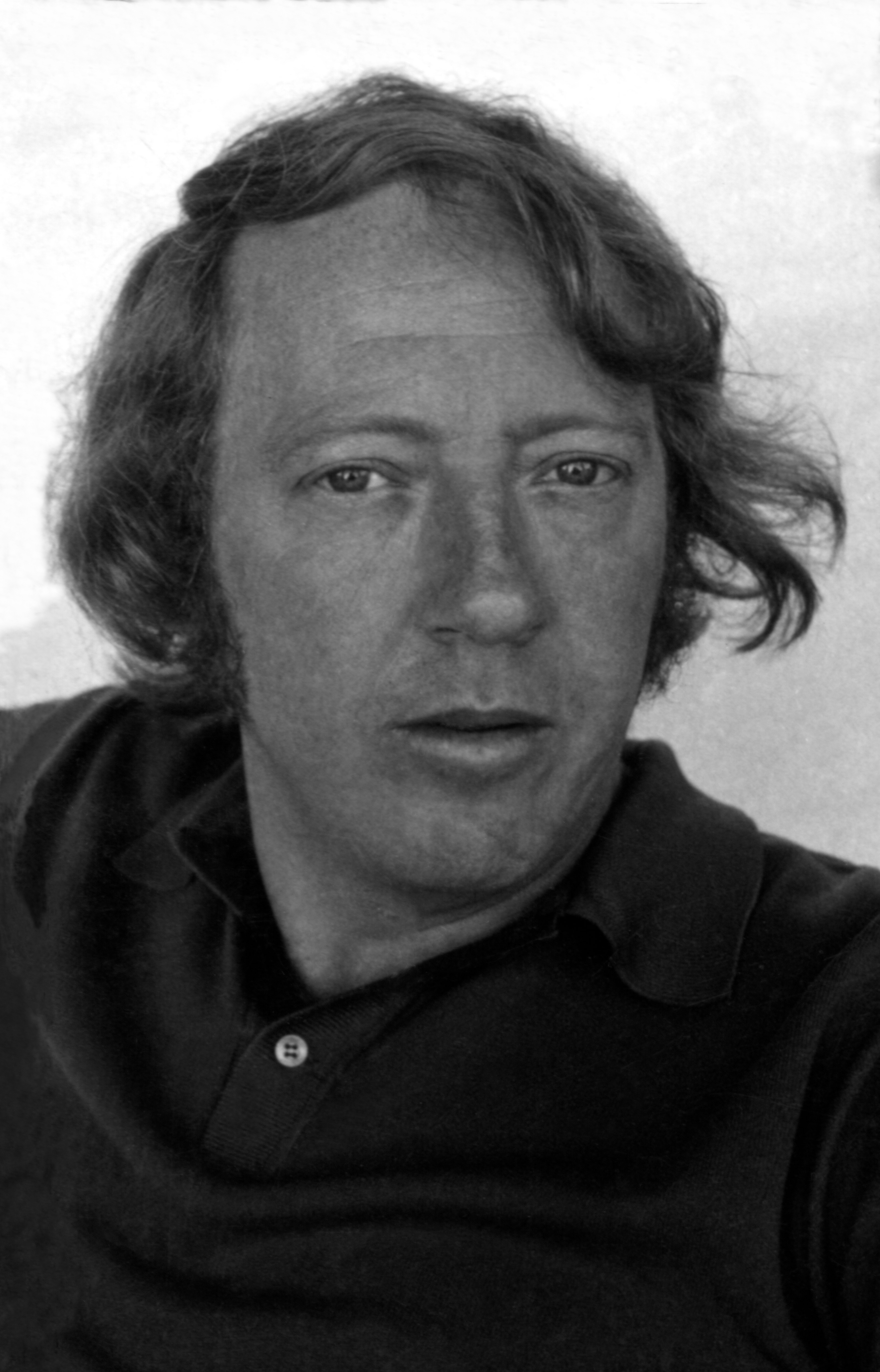
Robert Stigwood (n.1934-2016)

En 1967, de camino a Inglaterra, los hermanos ofrecen una actuación a bordo a cambio de facilitar un pasaje para la familia, destino Southampton. El NEMS (administración de los Beatles),  les presentó al Australiano, Robert Stigwood, quien escuchó el disco de los hermanos Gibb y quiso ponerse en contacto con ellos, si bien ya estaban en Inglaterra. Residiendo en Londres, los hermanos junto a su padre Hugh, se pusieron en contacto con varias discográficas sin éxito, hasta que, el sello inglés, Polydor Records, da una oportunidad al grupo, tras varias discusiones sobre las grabaciones y álbumes. Gracias al sello de Polydor, Robert Stigwood pudo ponerse en contacto con Hugh Gibb. Enseguida, los Bee Gees actúan en vivo para Stigwood, el grupo le convence, y firman un contrato con Polydor Records, después de un acuerdo con Festival Records, el sencillo «Spicks and Specks» sale en Inglaterra. Después de llegar a un acuerdo entre Stigwood y su amigo Ahmet Ertegun de Atlantic Records, los Bee Gees firmar con Atlantic.
Los Australianos Colin Petersen y Vince Melouney son contratados para hacer de los Bee Gees un grupo "completo", como batería y como guitarra principal, respectivamente. Se graban dos álbumes en el mismo año.
Las grabaciones de Bee Gees durante los siguientes cinco años tuvieon lugar en IBC Studios, después llegaron las mejoras de estudio, como la "Grabación multipista" de la época, que permitía grabar hasta cuatro pistas distintas. lo que aprovechó el grupo. 

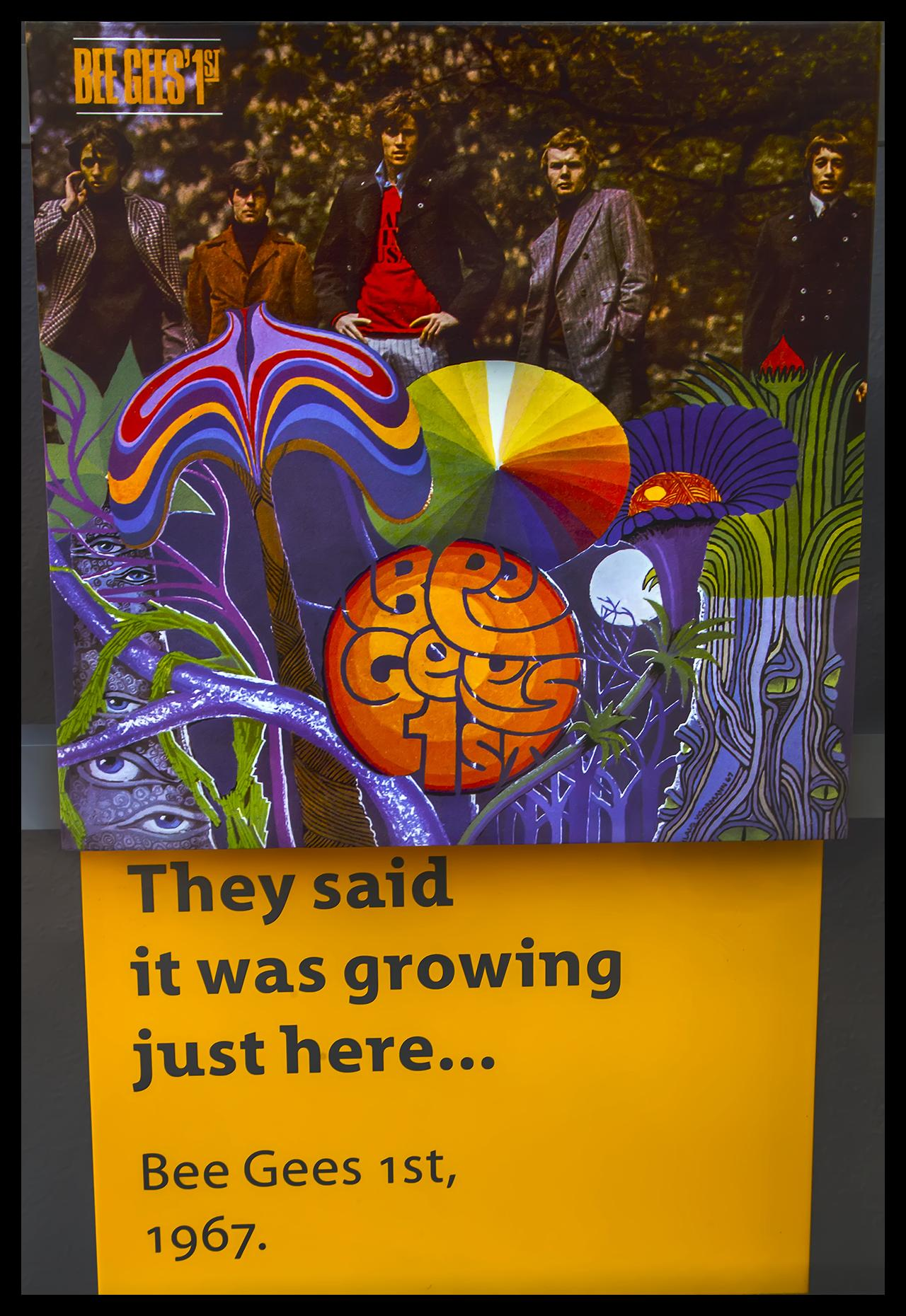
"Ellos dijeron que estaba creciendo justo aquí ..."

En 1967, el grupo lanza su LP internacional, Bee Gees' 1st. De este álbum nace uno de sus sencillos,  «To Love Somebody», en el que Barry proporcionó su voz, convirtiéndose en la voz principal. Las sesiones de grabación comenzaron el 7 de marzo, poco después del regreso de los hermanos Gibb a Inglaterra, con una sobregrabación una semana después. Después, se añadieron partes orquestales a muchas de las canciones. La mayoría fueron organizados por Bill Shepherd (quien durante los siguientes seis años actuaría como el arreglista y director de orquesta de Bee Gees tanti en el estudio como en la gira); cuatro fueron hechas por Phil Dennys. Barry comentó sobre el proceso de grabación: 

" Volvíamos locos tanto al productor y como a los técnicos. No dejamos nada por tratar. Nos sentábamos y pensábamos en un tema, luego escribibíamos una canción en el acto. Hicimos todo el LP así. Es realmente la única forma en que podíamos trabajar: espontáneamente. " 
Luego se escribió "Cowman, Milk Your Cow", una canción de Barry y Robin para el cantante inglés Adam Faith.
En 1967, los Bee Gees fueron al club nocturno de Londres The Speakeasy Club; en ese momento, Barry se encontró personalmente a Pete Townshend y John Lennon, Lennon estaba usando su atuendo para el sargento en Sgt. Pepper's Lonely Hearts Club Band.
- Townshend dijo:

" ¿Quieres conocer a Lennon? "
Luego Townshend, lleva a Barry hasta donde esta Lennon.
- Townshend dijo:

" Hey John. Este es Barry Gibb, de los Bee Gees. "
- John dijo:

" ¿Cómo estás? Encantado de conocerte. "
En palabras de Barry: 

" Así que conocí a John Lennon... Pero nunca lo miré de frente, solo su espalda. Cuando me dijo: " Encantado de conocerte ", luego siguió hablando con su invitado. "
El 23 de diciembre, Barry y Robin salieron de Inglaterra para Australia. Como Barry explicó: 

" ¡Pero debido a la diferencia horaria llegamos el día de Navidad, nos perdimos la víspera de Navidad por completo!
 La pareja celebró la Navidad con la familia de su representante Robert Stigwood. Nos fuimos a Sidney. "

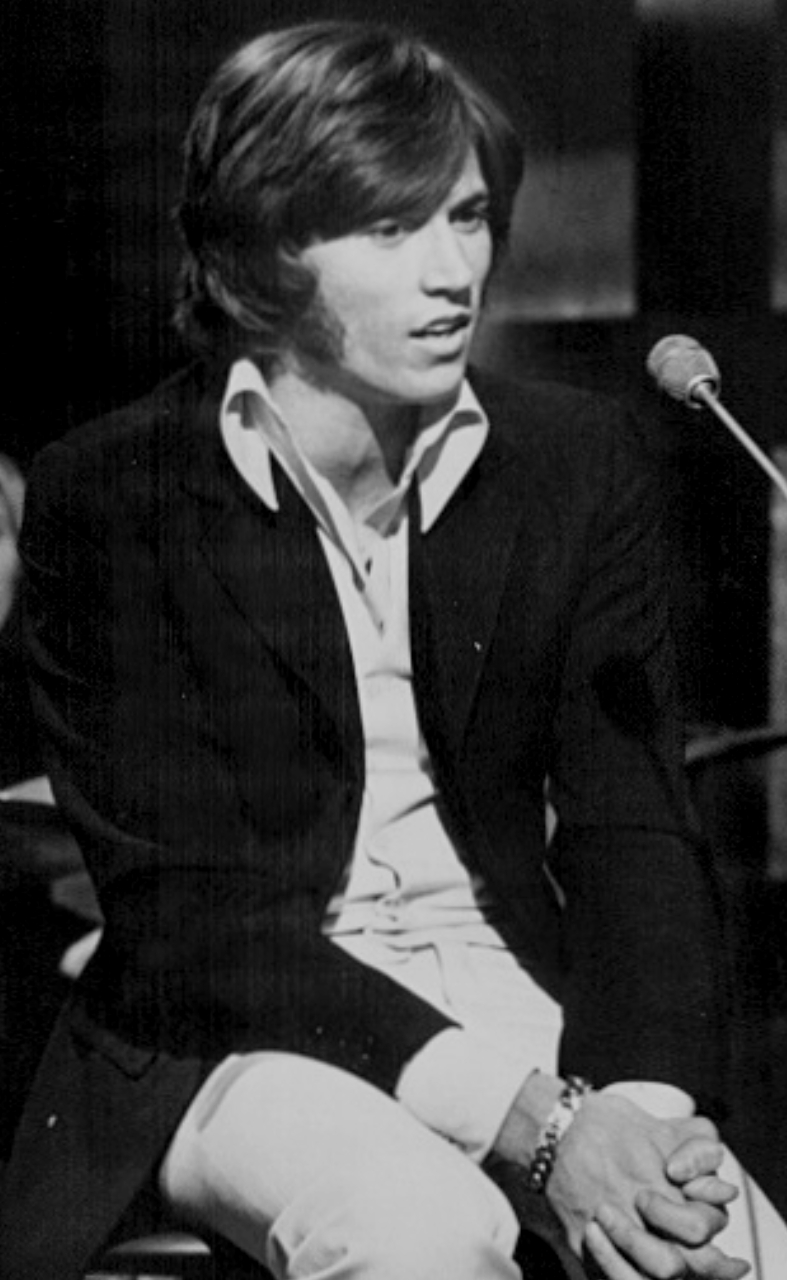
Barry Gibb actuando en The Tom Jones Show a principios de 1969

Ya finalizando el año de 1967, el grupo comenzó una serie de discusiones y desacuerdos, mientras se graba el siguiente álbum Horizontal entre el 17 de julio y el 29 de noviembre de 1967. En 1968, se inicia cierta competencia en la influencia y musical entre hermanos, Barry y Robin, dando inicio a una gran tensión tanto en los escenarios como en el estudio de grabación. Tras esto, Robert Stigwood, se pone a favor de Barry como "el líder de los Bee Gees". En febrero de 1968, se publica Horizontal, el nuevo álbum del grupo. Para dar impulso al álbum, participando en The Smothers Brothers Show y The Ed Sullivan Show. Entre el 12 de julio y diciembre de 1968, el grupo inicio a grabar el siguiente álbum, Odessa. La relación entre Barry y Robin ya no era buena, y el grupo continuó hasta finales de 1968. El 30 de marzo de 1969, se publicó Odessa, hubo una discusión con Robin sobre la dirección del álbum, Robin quería interpretar la canción «Lamplight», pero el representante Stigwood prefirió «First of May» de Barry. En 1969, Robin abandonó el grupo en marzo, dejando a Barry y Maurice desbastados .

#### Trabajo en dúo y separación
Barry y Maurice continuaron como los Bee Gees, mientras que Robin continuaría como solista, Colin Petersen fue despedido por Robert Stigwood, debido a las finanzas del grupo, y quedó como dúo de hermanos. El 26 de septiembre de 1969, llegan las grabaciones de Cucumber Castle, que se filmaron como una comedia cinematográfica por parte de Hugh Gladwish (n.1927–2011) y Mike Mansfield, y del que se sacó un álbum musical, con Barry y Maurice. Barry escribió, durante este tiempo, para otros artistas musicales, como a Patricia Ann Cole y Billy Lawrie, luego Maurice se separa de Barry dando fin a los Bee Gees.

#### Grabación en solitario y el regreso de los Bee Gees

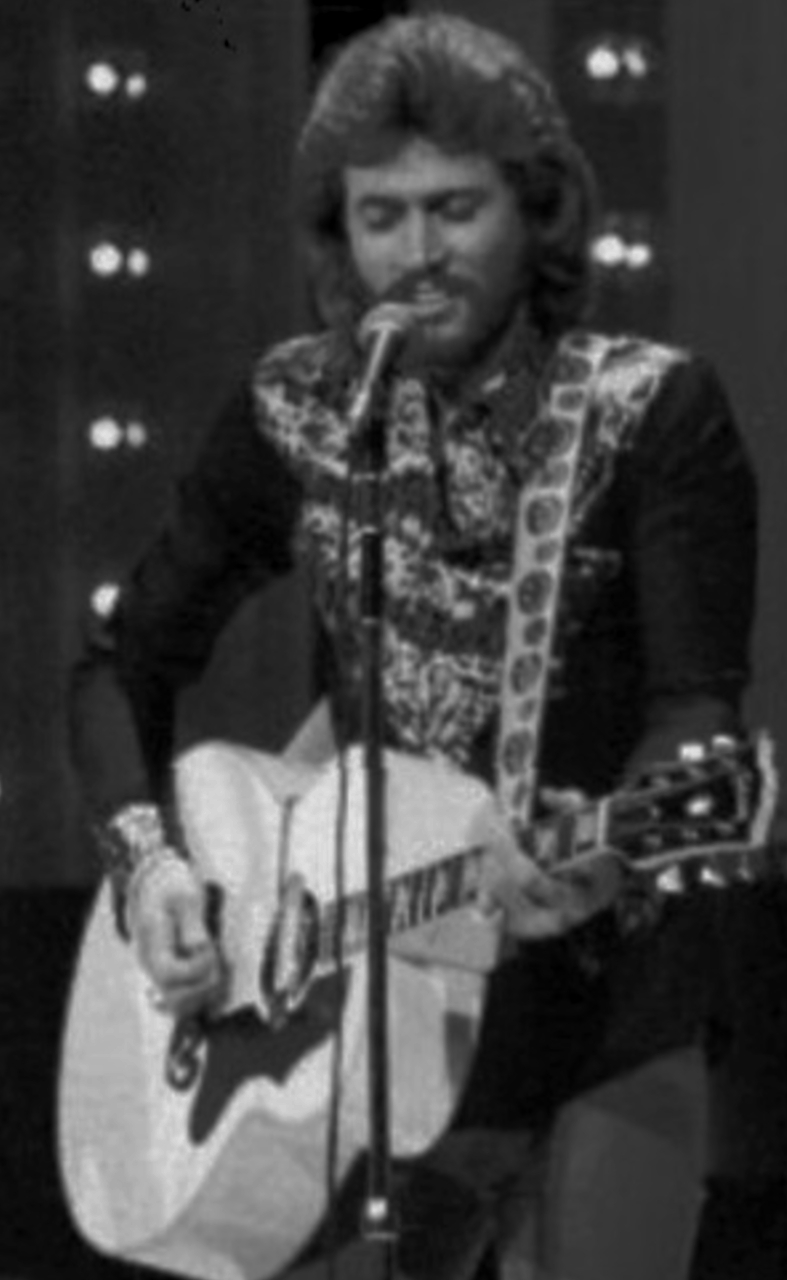
Barry Gibb en Midnight Special de 1973

En 1970, los Bee Gees ya no existían. Barry escribió su sencillo «I'll Kiss Your Memory», en su álbum como solista The Kid's No Good, pero muchas de las canciones fueron destinadas a otros artistas, considerándose este trabajo como "no oficial". Inesperadamente en junio, Robin y Maurice empezaron a trabajar juntos mientras que, Barry continuó como solista; en agosto, los hermanos se reunieron para hablar y llegaron a un acuerdo justo para encontrar la manera de trabajar juntos. Barry dejó su álbum solista para reagruparse con sus hermanos. Juntos escribieron «Lonely Days» y «How Can You Mend a Broken Heart» en su primera sesión como grupo.
En 1971, Barry y sus hermanos lanzaron «How Can You Mend a Broken Heart», tras su lanzamiento este se volvió su primer éxito en los Estados Unidos con el número #1 y también alcanzó el número #1 en la revista Cashbox durante dos semanas. En octubre de 1971, El Club de fanes de "Barry Gibb Fan Club", tuvieron tres canciones grabadas por Barry, una de esas es la canción «King Kathy» que luego fue lanzada como sincillo en Lyntone Records. En 1972, Barry había dejado de lado la idea de una carrera solista y estaba listo para dedicar toda su atención a la banda. Luego Barry se mudó a Los Ángeles para grabar en el estudio Record Plant.

(Barry junto a sus hermanos Robin y Maurice fueron participes en The Midnight Special de 1973)
En 1973, los Bee Gees iniciaron a grabar para el sello discográfico RSO Records de Robert Stigwood, los Gibbs lanzaron para Robert Stigwood, la canción «Saw a New Morning» en el álbum de estudio del grupo, Life in a Tin Can. Se creía que Robert Stigwood renunciaria al grupo de los Bee Gees, pero aún no estaba listo para renunciar al grupo, pero no creía en la dirección musical que estaban tomando. Stigwood envió a los hermanos Gibb a trabajar para el productor Arif Mardin, se produjo el próximo álbum de Bee Gees en 1974.  los Bee Gees terminaron su gira por los Estados Unidos (entre 1974), luego la banda comenzó a participar en pequeños clubes de Inglaterra.

#### La era Disco de los Bee Gees
En 1975, Barry y sus hermanos se mudaron a Miami Beach, Estados Unidos (temporalmente), para trabajar en el nuevo álbum dedicado al género Pop rock, funk y R&B, dicho álbum se llama "Main Course", las grabaciones de este se iniciaron el 6 de enero de 1975 en Criteria Studios a la mano del productor Arif Mardin, este proporciono el ARP 2600 usado por Blue Weaver. La primera aparición del falsete de Barry tuvo en la primera canción del álbum, «Nights on Broadway».
En la segunda canción del álbum «Jive Talkin'» (originalmente titulado "Drive Talking" pero el título fue cambiado al que se conoce ahora), el hermano de Barry, Maurice al escuchar el sonido rítmico de la canción en desarrollo, dijo:

"Barry accidentalmente cantó "Ji-Ji Jive Talkin'" mientras grababa"
Luego se discute sobre el error de Barry, a lo que Maurice dijo:

"¿Se lo décimos al [productor] Arif [Mardin] lo ocurrido? ¿Sabes lo que significa Jive Talkin'?"
Luego Robin menciona que debido a que eran ingleses, eran menos conscientes de ir a las "áreas prohibidas", refiriéndose a los estilos musicales que eran más negros, etc. La canción «Jive Talkin'» a final permaneció en Main Course, luego las grabaciones del álbum finalizaron el 21 de febrero de 1975 (la duración del disco es de 40:56min) y fue publicado por primera vez en los Estados Unidos en junio de 1975, y después en agosto del mismo año pero en el Reino Unido. Este álbum marcó un gran cambio para los Bee Gees, ya que fue su primer álbum en incluir canciones influenciadas principalmente por el funk. El 19 de enero de 1976, se inicia las grabaciones de Children of the World el próximo álbum del grupo donde el falsete vuelve, ya que en el álbum Main Course, a Barry y sus hermanos les gustó el sonido de este. El álbum, su grabación finalizó el 6 de mayo de 1976 y fue publicado el 13 de septiembre de 1976. En este álbum nace el sencillo «You Should Be Dancing» que tuvo su número #1 en los Estados Unidos y Canadá entre otras regiones. En el mismo año, Barry escribe la canción «I Just Want to Be Your Everything» para su hermano menor Andy Gibb (tuvo una carrera como solista), la canción fue grabada por primera vez en octubre de 1976, esta canción fue el primer número #1 para Andy Gibb en los Estados Unidos, y también Barry le proporcionó voces de respaldo. Luego, Barry se reunió con Vince Melouney y escribió dos canciones, «Let It Ride» y «Morning Rain», pero estas nunca fueron grabadas.

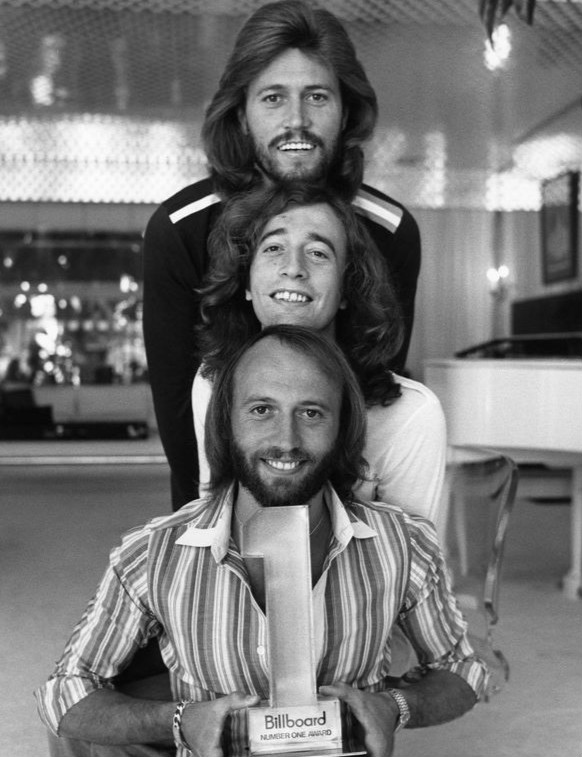
Barry junto a sus hermanos Robin y Maurice con el Billboard.

En abril de 1977, los Bee Gees publican Here at Last... Bee Gees... Live (este fue grabado el 20 de diciembre de 1976 y publicado al año siguiente). Luego este álbum En Vivo, 'Here at Last... Bee Gees... Live' se convirtió en la "joya" y el álbum número 16 de estudio del grupo. La RSO de Robert Stigwood tenía proyectos para películas, los Bee Gees estaban escribiendo nuevas canciones para su álbum, pero las canciones tomaron un rumbo distinto, SEIS de las canciones fueron a parar a la banda sonora de la película titulada "Fiebre de sábado por la noche" (en esta película se desata "el aire disco"). La película tuvo un gran éxito gracias a la banda sonora, los Bee Gees aportaron SEIS canciones, dichas canciones llegaron a lograr SEIS sencillos número #1 consecutivos que encabezan las listas de la época. Luego de Fiebre de sábado por la noche, Barry, Robin y Maurice fueron incluidos en Sgt. Pepper's Lonely Hearts Club Band (debido a la participación de los Gibbs en dos películas se retraso su álbum de 1977 y a final nunca salió). Las canciones de Barry eran las dominantes de las listas musicales, llegó a ocupar el puesto #1 durante la mitad del año desde 1977 hasta el siguiente. En junio de 1978, se filmó Sgt. Pepper's Lonely Hearts Club Band, Barry interpretó a "Mark Henderson". El tercer sencillo de Andy Gibb, «Shadow Dancing», que fue acreditado a los cuatro hermanos Gibb, también fue un sencillo número #1 de los Estados Unidos. Barry escribió una canción principal para ordenar la película y el musical de teatro Grease  de su mánager Robert Stigwood y luego fue grabada por el cantante Frankie Valli y esta alcanzó el número #1 en los Estados Unidos.
En marzo de 1978 se inicia las grabaciones del nuevo álbum titulado "Spirits Having Flown" del género Música disco, soul y pop en Criteria Studios, Miami. En este álbum se implementa nuevamente el característico falsete. En noviembre de 1978 se finalizó las grabaciones de este, el 24 de enero de 1979 se publicó el álbum. Este álbum hizo que los Bee Gees volvieran al TOP de las listas. Los Bee Gees para impulsar aún más su álbum Spirits Having Flown, se planeó una gira de concierto de este. El 28 de junio de 1979, el Tour dio inicio en Fort Worth, Texas, llegando a un total de 38 ciudades, pero el grupo no lo quiso alargar al Tour, luego en octubre de 1979 finaliza este concierto en Miami, Florida, este Tour se realizó solo en Norteamérica.

#### Fin de la música disco, inicios de producción
En 1980, la música disco careció de popularidad por la mala crítica, y esto fue un golpe para la "burbuja de éxitos" de los Bee Gees. En septiembre de 1980, Barry coescribió tres canciones nuevas para el primer álbum recopilatorio de Andy Gibb, Andy Gibb's Greatest Hits. En octubre de 1980, Barbra Streisand Guilty fue lanzado, producido por el Gibb-Galuten-Richardson equipo. Las dos canciones de las cuales fueron duetos vocales entre Streisand y Barry son «Guilty» y «What Kind of Fool». En 1982, Clive Davis le pidió a Barry que escribiera para Dionne Warwick, quien estaba en la discográfica Arista. Barry produjo Warwick's Heartbreaker. Todas las canciones fueron escritas por Barry excepto «Our Day Will Come». En agosto de 1983, después de que Gibb se reuniera Kenny Rogers (n.1938-2020) que pidió algunas canciones, Barry grabó su primer demo para Rogers titulado "«Eyes That See in the Dark»". En ese momento, Robin estaba trabajando en su álbum "How Old Are You?" con su hermano Maurice encargado del instrumental. Luego, a principios de 1983, Barry continuó grabando los demos hasta abril de 1983, mientras también grababa canciones con los Bee Gees para la película Staying Alive. En agosto de 1983, produjo el nuevo álbum de Rogers, Eyes That See in the Dark, que incluye la canción «Islands in the Stream» por Rogers y Dolly Parton que se convirtió en uno de los sencillos más vendidos de la música Country.

#### Segundo trabajo en solitario
En agosto de 1983, Irving Azoff firmó a Barry con MCA Records para Norteamérica. Barry firmó por unos pocos millones de dólares para un contrato de varios álbumes. Polydor todavía tenía derechos sobre las canciones de Barry fuera de Norteamérica. En septiembre de 1984, Barry lanzó su álbum "Now Voyager". Dos sencillos del álbum incluyeron «Shine, Shine», un sencillo del Top 40 de EE. UU. Que alcanzó el Top 10 en sus listas de  Adult Contemporary y «Fine Line», que tuvo menos éxito y sólo alcanzó el puesto 50 en las listas de baile. La película  Now Voyager  protagonizada por Barry fue dirigida por Storm Thorgerson, en la que Barry es el protagonista, con el actor Michael Hordern como guía a través de un mundo confuso entre la vida y la muerte. La película incluye un video musical sobre la mayoría de las canciones de Now Voyager. Un video para «Fine Line» con Barry sin su barba característica y fue filmado en blanco y negro.
En 1985, Barry comenzó a grabar demos para Diana Ross, para su álbum "Eaten Alive". Ese mismo año, coescribió la mayoría de las canciones del álbum de Robin, "Walls Have Eyes". A finales de 1985 y principios de 1986, escribió nuevas canciones para su próximo álbum, aunque su tercer álbum "Moonlight Madness" no fue lanzado y la mayoría de las canciones de ese álbum se lanzaron más tarde en 1988. El productor Randy Jackson toca el bajo en todas las pistas. Gibb coescribió tres canciones para la cantante sueca Carola en su álbum "Runaway". También en 1985, se unió al supergrupo de corta duración Bunbury con David English.

#### El regreso de los Bee Gees
A principios de 1987, los Bee Gees comenzaron a grabar su primer álbum en seis años. En junio y julio de 1987, Barry y Maurice produjeron las cuatro nuevas canciones de Andy; uno de ellos es "Arrow Through the Heart", que se lanzó en 2010. En 1987, Barry coescribió «Up the Revolution» de Elton John. Y en 1988, Barry grabó dos canciones nuevas para la película "Hawks". En septiembre de 1988, la banda sonora de la película Hawks de la película fue lanzada por Polydor solo en el Reino Unido. Todas las canciones fueron interpretadas por Barry excepto «Chain Reaction» (Diana Ross). El sencillo de la banda sonora, «Childhood Days», alcanzó sólo el número 60 en Alemania. Alrededor de 1990, los Bee Gees grabaron "High Civilization". En septiembre de 1990, Barry tocó la guitarra y produjo «Born to Be Loved by You» de Kelli Wolfe. Alrededor de 1992, Barry tocó la guitarra en «Let Me Wake Up in Your Arms» de Lulu, lanzado en 1993. En 1993, los Bee Gees grabaron y lanzaron "Size Isn't Everything". En 1994, los Bee Gees y Polydor planearon una gira para promocionar Size Isn't Everything, pero se canceló en febrero debido al problema de Barry con artritis en la espalda, la mano derecha y rodilla derecha. Barry coescribió «I Will Be There», que se grabó como demo para Tina Turner y se publicó en el álbum de Turner Twenty Four Seven. En 2001, Barry coescribió "No puedo darte mi amor" con Ashley Gibb, que estaba destinada a Cliff Richard. En septiembre de 2001, los Bee Gees volvieron a grabar «Islands in the Stream», que se convirtió en su última sesión como grupo, ya que Barry no parecía estar presente en la sesión de Estudios del oído medio, Miami Beach, Florida. En 2002, Barry y Michael Jackson grabaron "All In Your Name". También en 2002, Barry canta como coros en la versión de Michael Bublé de la canción de 1971 "How Can You Mend a Broken Heart". 

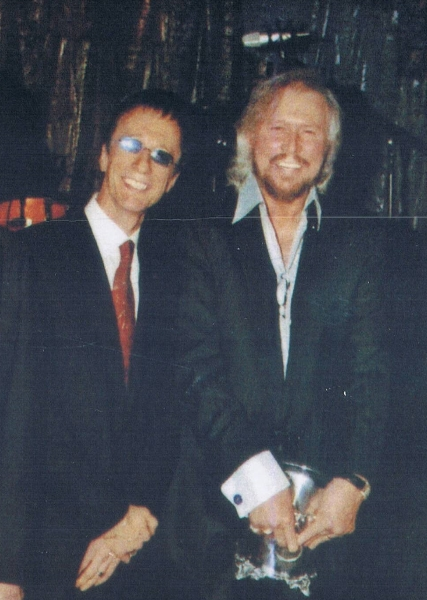
Robin y Barry Gibb (2004).

En noviembre de 2003, diez meses después de la muerte de Maurice, Barry produjo y contribuyó con la voz de fondo y la guitarra en dos canciones interpretadas por Cliff Richard, «I Cannot Give You My Love» y «How Many Sleeps?»; El trabajo de teclado de Maurice de una versión de demostración de 2001 se incluyó en esta versión de 2003. El 2 de mayo de 2004, Barry y Robin Gibb recibieron el premio CBE en el Palacio de Buckingham; su sobrino Adam aceptó el premio póstumo de su padre Maurice. También en 2004, Barry coescribió y cantó coros en el sencillo en solitario de su hijo Steve Gibb «Living in the Rain». En enero de 2005, junto con muchos artistas, Barry y su hermano Robin grabaron partes vocales para el sencillo benéfico «Grief Never Grows Old» en nombre de las víctimas del tsunami en el Océano Índico el 26 de diciembre de 2004. En abril y mayo de 2005, Barbra Streisand grabó canciones para su nuevo álbum producido por Barry. En agosto de 2006, dos sencillos de Barry, «Doctor Mann» y «Underworld», fueron lanzados en iTunes. «Underworld» apareció en la banda sonora de la película "Arctic Tale", pero no en la película. El 7 de diciembre de 2006, Barry se unió a otros 4500 músicos en un anuncio de página completa en el periódico Financial Times, en el que pedía al Gobierno británico que ampliara la protección de derechos de autor de 50 años existente. grabaciones en el Reino Unido. El anuncio de juego limpio para músicos proponía que los derechos de autor se ampliaran al estándar estadounidense de 95 años y era una respuesta directa a la Gowers Review (publicada por el gobierno británico el 6 de diciembre de 2006), que recomendaba el mantenimiento de la protección de 50 años para grabaciones de sonido. En 2007, «Drown On the River» fue lanzado como sencillo en iTunes. La canción apareció más tarde en la banda sonora de Deal. También en el mismo año, Barry cantó coros en la canción de Jamie Jo «U Turn Me On». y escribió el tema musical de ITV Grease Is the Word. También en 2007 Barry apareció como mentor en la sexta temporada de American Idol. El 14 de marzo de 2009, Barry se asoció con Olivia Newton-John para presentar la actuación final de una hora en un concierto en vivo de 12 horas repleto de estrellas en el Sydney Cricket Ground de Sídney, parte de Sound Relief, una recaudación de fondos para ayudar a las víctimas de los incendios forestales victorianos de febrero de 2009 que devastaron grandes extensiones del sureste de Australia densamente boscosas y pobladas, donde una vez vivió la familia Gibb. El concierto fue televisado en vivo a nivel nacional en toda Australia en la red de cable Max TV. El 10 de julio de 2009, Barry fue nombrado hombre libre del municipio de Douglas (Isla de Man). El premio también fue otorgado a su hermano Robin y póstumamente a su hermano Maurice. A finales de 2009, Barry y Robin anunciaron planes para grabar y actuar juntos una vez más como los Bee Gees.
En 2010, Barry se retiró de una aparición prevista en el álbum de Gorillaz "Plastic Beach" que se lanzó en marzo.  El 21 de febrero de 2012, Gibb realizó su primer concierto en solitario en los Estados Unidos en el Seminole Hard Rock Cafe en Florida. Cantó «How Can You Mend a Broken Heart» con la hija de Maurice, Samantha Gibb, quien es cantante de su propia banda. El hijo de Barry, Steve, también estaba en el escenario como guitarrista principal y cantó una composición de Maurice, «On Time». El 20 de mayo de 2012, Robin Gibb murió, convirtiendo a Barry en el único hermano Gibb sobreviviente.

### 2012-presente: carrera en solitario

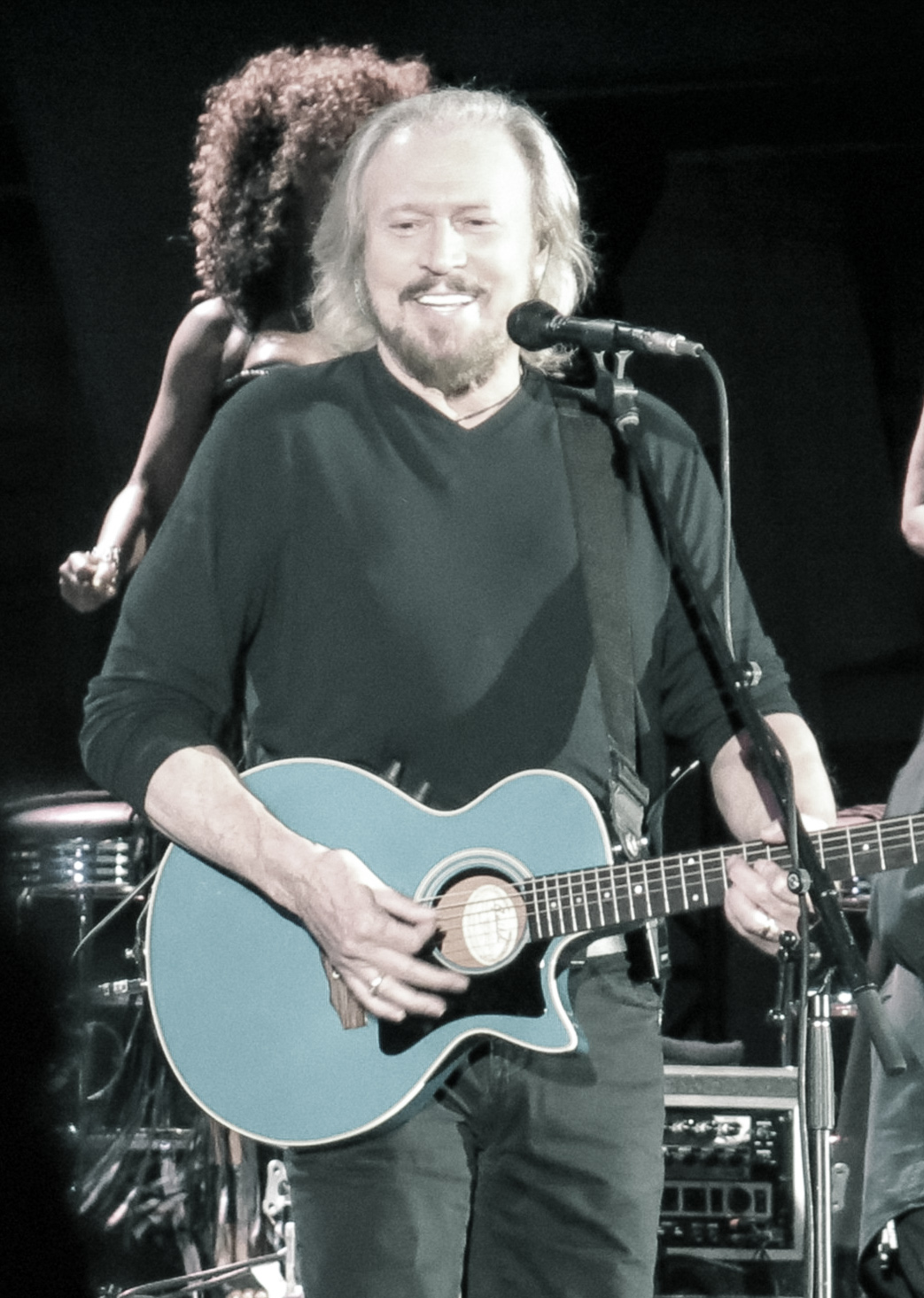
Barry Gibb en Mythology Tour (2014).

Barry hizo su debut en el Grand Ole Opry el 27 de julio de 2012, interpretando tres canciones con Ricky Skaggs. Más tarde, Skaggs grabó «Soldier's Son» en el que Gibb añadió voces para el álbum de Skaggs "Music to My Ears" lanzado en 2012. Comenzó una gira mundial en 2013 en Australia llamada Mythology Tour, con la antología de Bee Gees conjunto de Mythology. Se le unió en el escenario su hijo Steve y la hija de Maurice, Samantha. En esa gira, por primera vez en el escenario, Barry interpretó «Playdown» (1966), «Every Christian Lion Hearted Man Will Show You» (1967), «I Started a Joke» (1969) y «With the Sun in My Eyes» (1968). Además, por primera vez, el vídeo musical de la canción de 2001 de los Bee Gees «Technicolor Dreams», escrito por Barry , se mostró antes de que comenzara el espectáculo. Esta breve gira inspiró a Festival Records a lanzar una caja de los tres álbumes australianos de los Bee Gees, "The Festival Albums Collection, 1965-1967", y una recopilación de "lo mejor de" de las canciones de la era australiana del grupo titulado «Morning of My Life».
El 27 de octubre de 2013, Barry apareció en el Salón de la Fama de la Música Country (Salón de la Fama y Museo de la Música Country) con Kenny Rogers y Bobby Bare; Barry interpretó «Islands in the Stream» con Kelly Lang. En octubre, Barry actuó en el Grand Ole Opry por segunda vez con Ricky Skaggs. El 21 de diciembre de 2013, Barry Gibb hizo una aparición sorpresa en el programa de televisión estadounidense "Saturday Night Live" al final de la parodia "Barry Gibb Talk Show" con Jimmy Fallon , Justin Timberlake y  Madonna. También apareció esa noche Sir Paul McCartney quien compartió el escenario con Barry durante los créditos finales donde se abrazaron.
El 27 de enero de 2014,  Barry apareció en el programa de televisión estadounidense "Late Night with Jimmy Fallon" para anunciar el inicio de su primera gira en solitario por Estados Unidos. Interpretó «You Should Be Dancing» con la ayuda de la banda de apoyo de Fallon, the Roots. Barry y Fallon cantaron algunas canciones de los Everly Brother0s, incluyendo « Bye Bye Love» y «Wake Up Little Susie». Barry también cantó «To Love Somebody» como una actuación extra en línea. El 28 de enero, Barry fue entrevistado por CNN sobre sus hermanos y, en esa misma entrevista, Barry habló sobre Justin Bieber, diciendo que "se dirige hacia una pared de ladrillos". En una entrevista en "Mirror" con Barry el 11 de julio de 2014, dijo que todavía estaba de luto por la muerte de Robin y le da crédito a su esposa Linda y Paul McCartney por ayudarlo a recuperarse. Barry apareció en un álbum tributo a McCartney,  The Art of McCartney , lanzado el 18 de noviembre de 2014 interpretando "When I'm Sixty-Four". El amigo de Barry, el cantante de country TG Sheppard, dijo en una entrevista con Gary James que Barry se acaba de mudar a Nashville y se dedica a la música country.  El 8 de febrero de 2015 en la 57.ª Entrega Anual de los Grammy, Barry, junto con el grupo Pentatonix, presentó la categoría de Mejor Álbum Vocal Pop. El 26 de marzo de 2015, Barry fue uno de los artistas principales de un festival de música llamado "Hard Rock Rising Miami Beach Global Music Festival" junto a Andrea Bocelli, Gloria Estefan, Flo Rida,  Jon Secada y Wyclef Jean. Por primera vez en público, interpretó su nueva canción «The Home Truth Song».
El 26 de junio de 2016, Barry estaba programado para realizar el lugar de "leyenda" en el Festival de Glastonbury en Inglaterra, pero se retiró debido a una enfermedad familiar. Sin embargo, apareció con Coldplay como intérprete invitado cantando «To Love Somebody» y «Stayin' Alive». El 28 de junio de 2016, se anunció que Barry había firmado con Columbia Records y lanzaría su segundo álbum en solitario, "In the Now", el 7 de octubre de 2016. El álbum es el primer álbum de Barry . con todo el material nuevo desde el último álbum de estudio de Bee Gees, "This Is Where I Came In" (2001). «In the Now» fue coescrito por sus hijos  Stephen y Ashley y fue producido con John Merchant. El 25 de junio de 2017, Barry actuó como "leyenda" en el Festival de Glastonbury en Inglaterra. 
El 6 de noviembre de 2020, Barry anunció su último álbum titulado "Greenfields", que es un álbum de duetos con artistas country Dolly Parton, Little Big Town, Alison Krauss y otros. El álbum contiene 11 pistas de Bee Gees y una pista inédita de Barry Gibb, reinventada como canciones country. La canción «Words of a Fool» con Jason Isbell fue lanzada el mismo día como vista previa. La canción fue escrita originalmente por Barry en 1986 para un álbum inédito. El álbum Greenfields: The Gibb Brothers’ Songbook (Vol. 1) obtuvo su número 1 en el Reino Unido, y el primer número uno de Barry Gibb como solista, al igual que el debut de Oliva Rodrigo con su sencillo «Drivers License» y ambos artistas disfrutan su número 1 en el Reino Unido.

## Vida personal
En 2003, falleció Johnny Cash,  y dos años después, en 2005, la casa de Johnny fue puesta en venta por su hermano, Tommy Cash. Luego en 2006, la casa fue comprada por Barry y su esposa Linda Gibb por $ 2,3 millones de dólares.  Luego la intención de Barry fue restaurarla y convertirla en un retiro de composición de canciones. La casa fue destruida por un incendio el 10 de abril de 2007 mientras estaba en proceso de renovación. Barry Gibb reside en Miami, Florida, Estados Unidos.

### Familia Gibb
Madre y padre
- Barbara Gibb Pass (17 de noviembre de 1920 - 12 de agosto de 2016)[170]
- Hugh Gibb (15 de enero de 1916 - 6 de marzo de 1992)[171]

Hermanos
- Lesley Evans Gibb (12 de enero de 1945)
- Maurice Ernest Gibb (22 de diciembre de 1949 - 12 de enero de 2003)[32]
- Robin Hugh Gibb (22 de diciembre de 1949 - 20 de mayo de 2012)[33][172]
- Andrew Roy Gibb (5 de marzo de 1958 - 10 de marzo de 1988)

Matrimonio
- Maureen Bates (Exesposa). (m.1966-1970)[173]
- Linda Gibb (Gray). (m.1970)[174][175]

Hijos (Tienen cinco hijos)
- Stephen (n.1973)
- Ashley (n.1977)
- Travis (n.1981)
- Michael (n.1984)
- Alexandra (n.1991)

Tiene siete nietos.
Amistad

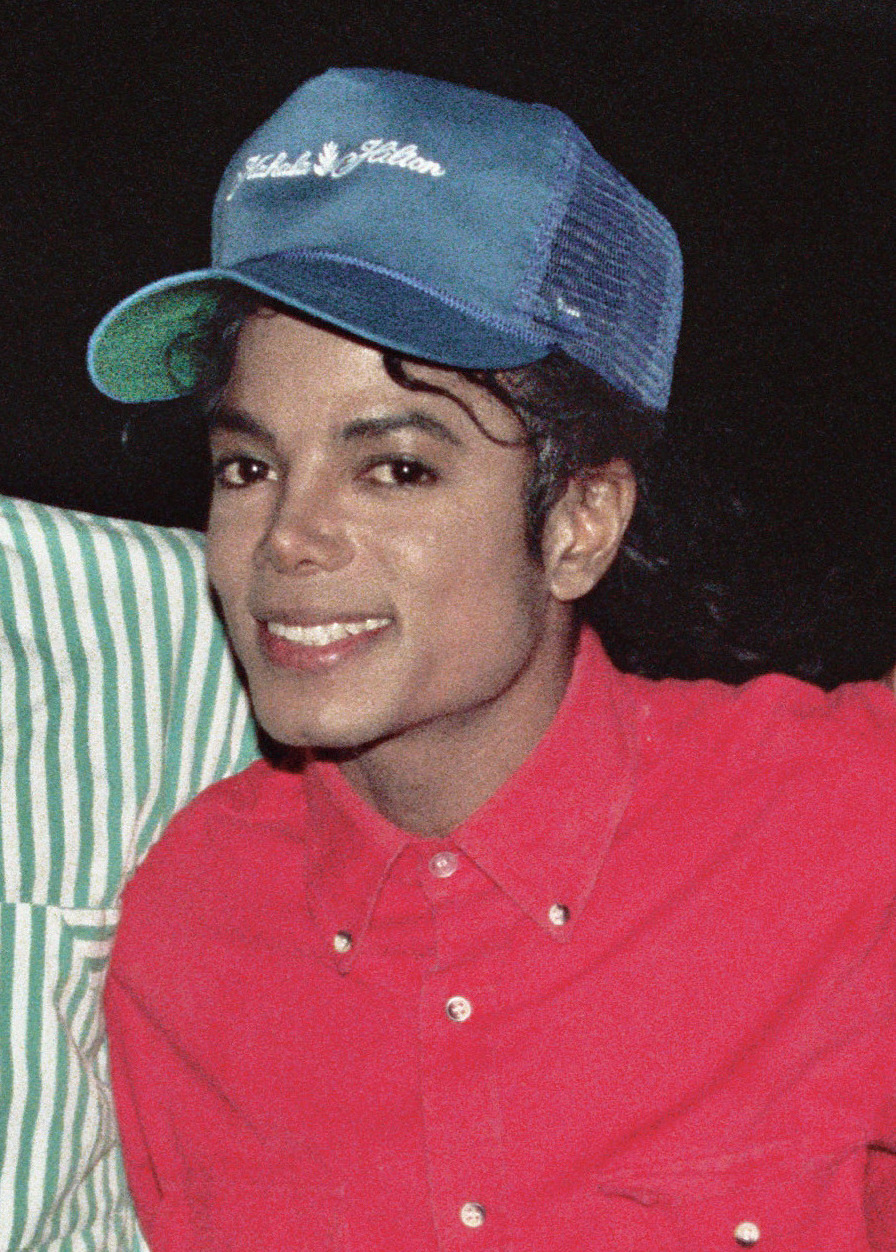
Michael Jackson (n.1958-2009)

En 2002, Jackson junto a Barry cantan a dúo en la canción "All in Your Name" (2011), luego Barry explica:

"Michael Jackson y yo éramos los amigos más queridos, eso es simplemente lo que era. Gravitamos hacia el mismo tipo de música y nos encantó colaborar y fue la persona más fácil para escribir. Cuanto más nos conocíamos, más ideas entrelazadas y todo llegó a esta canción 'All In Your Name'. 'All in Your Name' es, de hecho, el mensaje que Michael quería enviar a todos sus fanáticos de todo el mundo de que lo hizo todo por ellos y por el puro amor a la música. Espero y rezo para que todos podamos escucharla en su totalidad. Esta experiencia la atesoraré por siempre" 

#### Confiesa Barry Gibb
- Barry Gibb dijo:

"Tengo problemas para subir y estar arriba de un escenario, sin Robin y Maurice... Es difícil"

"La relación con mis hermanos, y si éramos hermanos pero nunca fuimos amigos, Robin y yo solo funcionábamos musicalmente"

"Tengo una obsesión con la muerte, prefiero evitar cualquier situación de riesgo, cuando era un niño, sufrí quemaduras, por un descuido"

"Cuando era niño, tuve un momento difícil, fui víctima de un “depredador sexual”, este hombre en cuestión no me tocó, pero que pasaron “otras cosas"... y también a otros niños, pero me niego a dar más detalles, ya que resultaría muy desagradable... pero la policía logró arrestar al abusador"

## Influencias
Las influencias de Barry cuando estuvo en The Rattlesnakes (1955-1958) fueron Tommy Steele, Los Mills Brothers, the Everly Brothers, Paul Anka y Cliff Richard. Los Bee Gees reconocieron que cantarían al estilo de los Everlys y luego agregarían una tercera armonía; el resultado fue «New York Mining Disaster 1941» (1967). Cuando Barry escuchó la canción de Roy Orbison «Crying», dijo: 

"Eso fue todo. Para mí esa fue la voz de Dios".

Barry también elogia las habilidades vocales de Frankie Valli como una de sus influencias: 

"Frankie Valli se ha convertido en una de las voces distintivas de nuestra generación. Creó un estilo que todos todavía nos esforzamos por emular".

Barry también fue influenciado por la música country como sus canciones en el programa inédito «The Kid's No Good» de 1970: 

"La música country siempre nos inspiró. Amo Nashville y amo esta música. Desde que mis hermanos fallecieron, He podido ser autoindulgente. He podido llegar a donde amo la música ".

## Legados
- Barry fue clasificado por la Q (revista) en el número #38 en su lista de "100 mejores cantantes" en 2007.[195]

- Barry tuvo una carrera muy exitosa como miembro del grupo Bee Gees, un grupo cerca de la cima de la lista de los más vendidos de todos los tiempos. Cuando el grupo fue incluido en el Salón de la Fama del Rock and Roll en 1997, su cita decía "Solo Elvis Presley, The Beatles, Michael Jackson, Garth Brooks y Paul McCartney han vendido más que los Bee Gees".  La contribución del trío a la película, Saturday Night Fever empujó la banda sonora de la película más allá de la marca de 40 millones en ventas. Reinó como el álbum más vendido hasta el álbum, Thriller de Michael Jackson. Son el único grupo en la historia del pop que escribe, produce y graba seis éxitos consecutivos No.1. Tienen 16 nominaciones a los Grammy y nueve victorias en los Grammy.[196]

- Los tres hermanos fueron nombrados comandantes de la Orden del Imperio Británico (CBE) en 2002. El 2 de mayo de 2004, Barry y Robin recibieron sus premios en el Palacio de Buckingham, junto con su sobrino Adam, quien recogió el premio en nombre de su padre. Maurice, quien había muerto en enero de 2003. también Barry recibió el título de caballero en los honores de año nuevo 2018.[197]

- Barry también es un compositor prolífico y exitoso y miembro de la Academia Británica de Compositores, Compositores y Autores. En 1977, Barry vio cinco de sus canciones entrar simultáneamente en la lista de las diez primeras del Billboard Hot 100 y, durante una semana en marzo, cuatro de las cinco mejores canciones fueron escritas por Barry. Sus canciones fueron número #1 durante 27 de las 37 semanas, del 24 de diciembre de 1977 al 2 de septiembre de 1978. También Barry tiene un récord muy inusual, ya que es el único compositor en la historia en escribir cuatro éxitos sucesivos número uno en los Estados Unidos: en 1978, Stayin' Alive de Bee Gees fue reemplazado en el número uno por el sencillo de Andy Gibb, "Love Is Thicker Than Water", seguido de "Night Fever" de Bee Gees para su carrera más larga, siete semanas. Esto fue reemplazado por "If I Can not Have You" de Yvonne Elliman. Es el único artista masculino que tiene 10 canciones en las 600 canciones más grandes del "Hot 100" del Billboard en su historia, que las ha coescrito, coproducido o interpretado.[198][199]

- Barry como compositor ha tenido las canciones número #1 entre los años 1960, 1970, 1980, 1990 y 2000, cuando "Islands in the Stream" se convirtió en el número #1 en el Reino Unido como el sencillo de alivio cómico para 2009. Sus composiciones para los Bee Gees tienen ha sido grabado por numerosos artistas, incluidos José Feliciano, Celine Dion, Al Green, Wyclef Jean, Janis Joplin, Jimmy Little, Barry Manilow, Olivia Newton-John, Roy Orbison, Elvis Presley, Kenny Rogers, Diana Ross, Nina Simone, Barbra Streisand , Samantha Sang, Tina Turner, Conway Twitty, Frankie Valli, Luther Vandross, Sarah Vaughan, Jennifer Warnes, Dionne Warwick y Andy Williams. El músico australiano David Campbell, alabando a Barry, comparó a los Beach Boys y los Bee Gees: "Y al igual que Brian Wilson, las melodías de Barry Gibb hicieron que las canciones fueran atemporales".[200]

- Las canciones en solitario de Barry fueron grabados por varios artistas, incluidos Lou Reizner, Samantha Sang, P. P. Arnold, Ronnie Burns, Jerry Vale y muchos otros.  Como productor discográfico, Barry produjo álbumes para su hermano Andy Gibb, Barbra Streisand, Dionne Warwick, Kenny Rogers y a Diana Ross.[201]

## Voz
Barry Gibb y su amplio rango vocal desde voz de bajo hasta mezzosoprano, su rango se extiende desde A1 hasta C6, Barry llegó a cantar las cinco octavas. Sus hermanos Robin y Maurice cantaban también en falsete.

## La película de Bee Gees
El cineasta Graham King se asociado con Paramount Pictures para la producción de este próximo proyecto "Bee Gees Biopic", los derechos de las canciones fueron compradas y fueron dejadas a Graham King para el uso de estos en la Película biográfica del grupo. El novelista Anthony McCarten es quien va a escribir y se asocio con los cineastas Graham King, Stacey Snider y Steven Spielberg para llevar a cabo la Película biográfica.

Graham King es un cineasta Inglés. Dirigió la Película biográfica del grupo musical Queen y la vida de Freddie Mercury.
Al estadounidense Bradley Cooper se le pidió si podía interpretar a «Barry Gibb» en la Biopic, pero el actor dijo:

"no está en negociaciones en este momento"
Los actores Bradley Cooper como Noel Edmonds son los que posiblemente interpreten a «Barry Gibb» en la película.
El hijo de Robin Gibb, Robin-John Gibb dijo:

"La película de los Bee Gees llegará con Rami Malek, el favorito para interpretar a papá"
El hijo de Robin quiere que Rami Malek interprete a su padre porque es el que más se acerca a la "apariencia física" de Robin Gibb.

## Actividad política
- El 7 de diciembre de 2006, Barry Gibb, junto con otros 4500 músicos, tomaron una página entera de avisos publicitarios en el diario Financial Times llamando al Gobierno Británico a extender en 50 años las protecciones de copyright para grabaciones de sonido en el Reino Unido. El aviso de Fair play for musicians (juego limpio para los músicos) fue visto como una respuesta directa al Gowers Review publicado por el Gobierno Británico el 6 de diciembre de 2006 que recomendaba la retención de 50 años para grabaciones de sonido.[214][31]

## Trabajos
- El 8 de mayo de 2007, en un episodio de American Idol, Barry actuó como mentor de los cuatro concursantes restantes, y en la noche siguiente, cantó su canción «To Love Somebody», antes de la eliminación de la LaKisha Jones.[215][216]

- En una vista previa de su próximo álbum, Barry ha publicado la canción «Drown On The River» vía iTunes. La canción también se presentó en 2008 en la película  Deal, protagonizada por Burt Reynolds.

- Barry compuso el tema musical «Grease is The Word» para la ITV.

- El 14 de marzo de 2009 Barry y Olivia Newton-John actuaron durante una hora en Sídney en la noche final del concierto de 12 horas en directo, en el Sydney Cricket Ground, con el fin de recaudar fondos para ayudar a las víctimas los incendios forestales en Victoria de febrero de 2009, que devastaron grandes extensiones de bosque muy pobladas al sudeste de Australia. El concierto fue televisado en directo a nivel nacional en Australia a través de la emisora por cable Max TV.[217]

- Barry también fue el autor de la nueva composición para la cobertura por la NBC del torneo de golf del Campeonato de Maestros.

- Barry apareció en la temporada 39 del programa estadounidense de humor Saturday Night Live (2013) haciendo un cameo al final de un sketch llamado "The Barry Gibb Talk Show" donde el cómico y presentador Jimmy Fallon y el cantante Justin Timberlake imitan a él y a su hermano Robin Gibb.[218]

- Barry fue partícipe del mítico festival de artes escénicas Festival de Glastonbury 2016 junto con la banda Coldplay, los cuales cantaron «To Love Somebody» y «Stayin' Alive», dos de los temas más reconocidos y emblemáticos de los Bee Gees.

- El 7 de octubre de 2016, Barry Gibb publicó In the Now, su primer álbum de estudio (en solitario) con canciones inéditas después de 32 años.[219]

- El 27 de agosto de 2019, la estrella del country, Jason Isbell, grabó nueva música con el último del trío de los Bee Gees. Sir Barry Gibb regresa al estudió de grabación según para un nuevo proyecto con Jason Isbell, cantando con la misma armonía que hubo alguna vez en el trío de los Bee Gees.[220]
- Bonnie Tyler, celebra 50 años de su carrera musical con nuevas canciones en las que canta a dúo con Rod Stewart, Cliff Richard y Barry Gibb.[221]

- Barry, Robin y Maurice Gibb (como Bee Gees), hicieron una recaudación de £250k para salvar el "Cine Gaumont" (ubicado en Chorlton, Inglaterra), para salvar el que fue donde los hermanos hicieron su debut como grupo, The Rattlesnakes en 1957.[222][223]

- En 2019, Barry canta con el exministro de Reino Unido, Tony Blair, cantante canciones clásicas de los Bee Gees.[224]

## Premios y condecoraciones
- Barry en 1994, fue incluido en el Salón de la Fama de los Compositores junto con sus hermanos. En 1997, fue incluido en el Salón de la Fama del Rock junto con los Bee Gees.[225][226]

- Barry Gibb en gana el premio "GRAMMYs Red Carpet" el 8 de febrero de 2015.[227][228]

- Orden del Imperio Británico en grado de Comandante, entregada por la reina Isabel II (2002).[229][230]

- Caballero del Imperio Británico, entregada por el Príncipe Carlos, en el palacio de Buckingham (junio, 2018).[229][231]

## Discografía

### Álbumes solista
| 1984 | Now Voyager - Released: September 1984 - Label: MCA, Polydor   | — | 85 | 72 |
| 2016 | In the Now - Released: October 2016 - Label: Columbia          | 3 | 2  | 63 |
| 2021 | Greenfields - Lanzamiento: 8 de enero de 2021 - Label: Capitol | 1 | 1  | 15 |

### Sencillos
| Canciones                    | Origen      | Género    | Año  | Sello    | Álbum          | Ref                             |
| ---------------------------- | ----------- | --------- | ---- | -------- | -------------- | ------------------------------- |
| «I'll Kiss Your Memory»      | Reino Unido | Pop       | 1970 | Polydor  | -              | [ 236 ] [ 237 ]                 |
| «King Kathy»                 | Reino Unido | Rock      | 1971 | Lyntone  | -              | [ 238 ] [ 239 ]                 |
| «A Day In The Life»          | Reino Unido | Pop       | 1978 | RSO      | Sgt. Pepper's  | [ 240 ] [ 241 ]                 |
| «Guilty» «What Kind of Fool» | USA         | Soul      | 1980 | Columbia | Guilty (Álbum) | [ 242 ] [ 243 ] [ 244 ] [ 245 ] |
| «Shine, Shine»               | USA         | Pop       | 1984 | MCA      | Now Voyager    | [ 246 ] [ 247 ]                 |
| «Childhood Days»             | Reino Unido | Pop       | 1988 | Polydor  | Hawks          | [ 248 ] [ 249 ]                 |
| «Doctor Man»                 | USA         | Pop       | 2006 | -        | -              | [ 250 ]                         |
| «Underworld»                 | USA         | Rock      | 2007 | -        | -              | [ 251 ]                         |
| «Drown On the River»         | -           | Country   | 2007 | -        | -              | [ 252 ]                         |
| «All in Your Name»           | USA         | Soft Rock | 2011 | -        | -              | [ 253 ]                         |
| «Grey Ghost»                 | -           | Rock      | 2011 | -        | -              | [ 254 ]                         |
| «Daddy's Little Girl»        | -           | Rock      | 2011 | -        | -              | [ 255 ]                         |
| «Butterfly»                  | USA         | Country   | 2020 | RCA      | Greenfields    | [ 256 ]                         |

## Filmografía
- 1977 - 1980: "The Bee Gees Show", Jack Stopher
- 1978: "Sgt. Pepper's Lonely Hearts Club Band (película)"
- 1980: "The Bee Gees Show: The Movie", Steven Spielberg
- 1984: "Now Voyager"

## Barry Gibb en vivo
Barry Gibb cantando en los escenarios como solista.
- Mythology Tour (2013-2014)[257][258]

- Glastonbury Festival (2016)[259][260]

- Glastonbury Festival (2017)[261][262][263][264]